# Klínatka rohatá
Klínatka rohatá (Ophiogomphus cecilia) je druh vážky z podřádu šídel.

## Popis

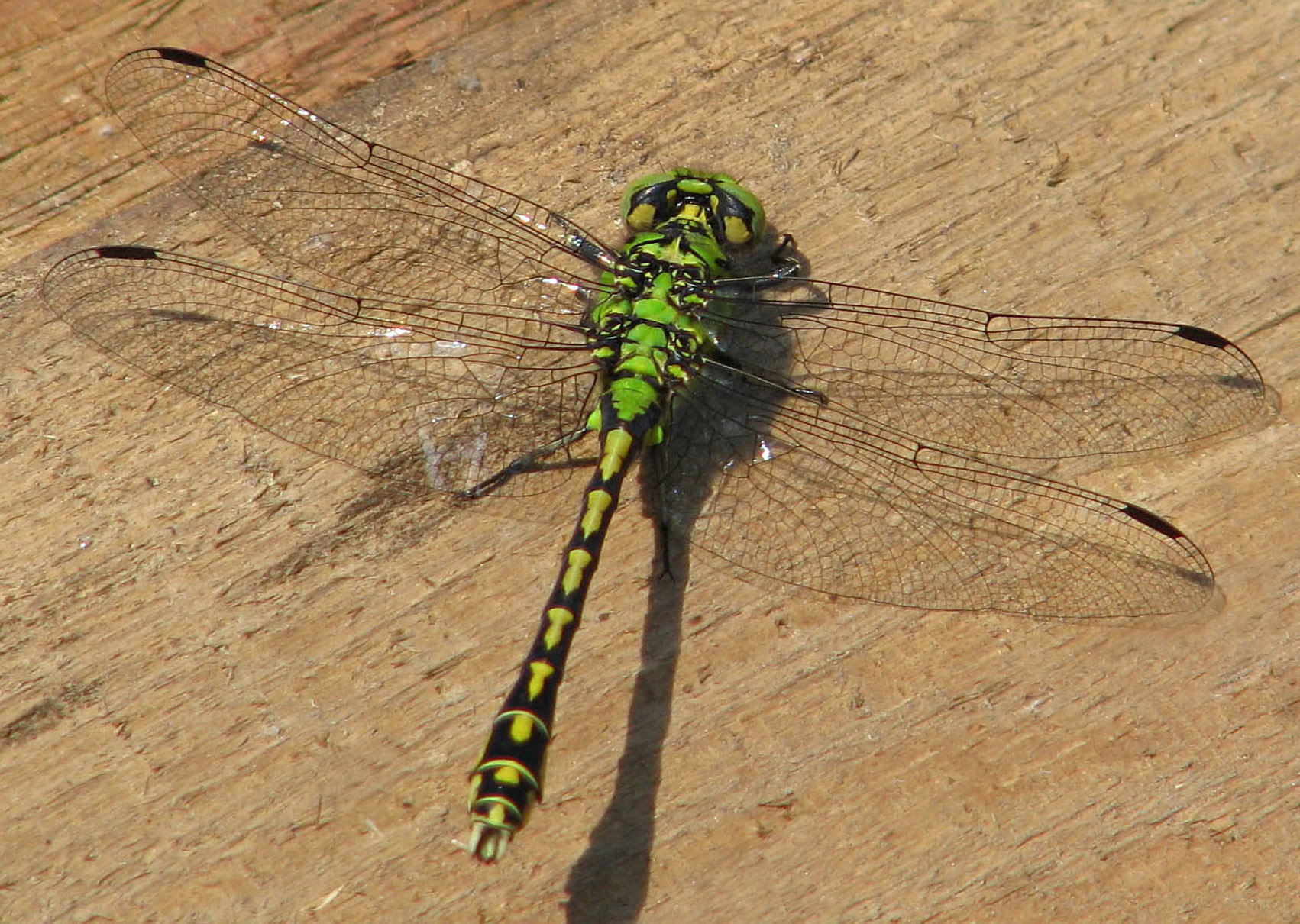
Pohled na křídla samečka klínatky rohaté

Její tělo s délkou 55–60 mm je žluto-zeleně zbarvené s černými úzkými pruhy na hrudi. Sameček je delší než samička. Jako jediná klínatka, vyskytující se v Česku, má v přední části těla převládající nápadně zelenou barvu, ostatní klínatky jsou zbarveny žlutě. Oči se na temeni nestýkají (poznávací znak klínatek). Samička má na záhlaví útvary připomínající rohy, které jen málo převyšují oči. Křídla jsou čirá s rozpětím 65–75 mm. Nohy má žluté s podélnými černými pruhy. Svrchu zadečku má žluté skvrny. Zadeček je u samečků na posledních článcích rozšířený.

## Výskyt a ohrožení
Rozšířená je ve střední Asii, v Rusku, ve východní, střední a severní Evropě. Ve Finsku její rozšíření dosahuje až polárního kruhu. V Česku se vyskytuje většinou vzácně, ve východních, jižních a severních Čechách bývá hojnější. V České republice je chráněna zákonem jako silně ohrožený druh. Ohrožení klínatky rohaté spočívá hlavně v zániku biotopu, ve kterých se mohou vyvíjet její nymfy.

## Způsob života
Nymfy (larvy) se líhnou z vajíčka po několika týdnech. Vajíčko někdy může i přezimovat, většinou ale přezimovává nymfa. Nymfy žijí na písčitých dnech čistých tekoucích vod. Zde se živí malým vodním hmyzem. Nymfa se vyvíjí 2–4 roky. Dospělci se líhnou od května do července. Létají až do konce září.
Dospělé klínatky zaletují někdy i daleko od vody, pak je lze potkat na lesních cestách, mýtinách apod. Často odpočívají na zemi nebo na vegetaci. Samičky nemají kladélka, proto snáší vajíčka za letu nad vodní hladinou, na které jsou pak neseny proudem dál, než se uchytí na dně.